# 김성호 (작가)
김성호(1965년 3월 16일 ~ )는 대한민국의 작가이다.

## 생애 및 작가 경력
중앙대에서 경영학을 전공하고 회계학 전공으로 아주대에서 석사를 취득한 회계전문가로서 기업의 회계부서에서만 27년 이상을 일했다. 에릭슨코리아, 인텔코리아 등 다수의 글로벌 기업들의 한국 법인 CFO를 역임한 후 이랜드그룹 유럽 법인에 합류해 CFO와 유럽 법인장을 두루 거친 재무출신의 경영자로서 활약했다. 이탈리아와 영국에서 9년간 머물며 다섯 개의 패션기업을 경영했고, 그 중 코치넬레(Coccinelle s.p.a)와 수토만텔라시(Sutor Mantellassi)는 유럽권을 넘어 최근 한국과 중국에 사업을 론칭시켰다.
국내로 돌아온 후 경영컨설턴트로 활동하며 경영 현장에서의 경험을 정리한 『돌파하는 기업들』과 『쉽게 배워 크게 쓰는 재무제표』를 집필했다. 비즈니스 현장의 리더들을 대상으로 경영 전반에 관한 강의와 코칭을 하며 저술 활동을 하고 있다.
현재 서울에 거주 중이다.

## 그 외 활동
실전리더스쿨 대표
곽백수 작가의 인기 웹툰 '가우스전자' 원작의 '가우스전자 : 리더십편' 집필, 2022년 9월 출간
2022년 9월 ENA채널에서 드라마 '가우스전자' 방영
유튜브 파지트뷰 채널에 출연

### 컨설팅 및 강의 분야
- 턴어라운드 경영 컨설팅
- 기업재무전략 컨설팅
- 기업인수 컨설팅
- 기업 리더를 위한 리더십
- 기업 리더를 위한 회계/재무
- 턴어라운드 위기경영

## 작품
- 돌파하는 기업들(2020)[6]
- 쉽게 배워 크게 쓰는 재무제표(2022)[7]
- 나도 나를 믿지 못했다[8]
- 가우스전자 리더십편[9]